# Dunsjöfjället
Dunsjöfjället är ett fjäll nära Ljungdalen i Bergs kommun i nordvästra Härjedalen. Fjället högsta topp är 1 415 m ö.h. Berget utgör en markant profil i landskapet[källa behövs] och reser sig brant upp från Ljungdalen by[källa behövs] som är belägen på knappt 700 meters höjd och Ljungans dalgång som avgränsar fjället i väster. Berget är relativt brant mot söder och väster och den södra sidan som vetter mot Ljungdalen är den högsta delen och formar en serie av hästskoformade kammar på 1 100-1 300 meters höjd som omger Dunsjön som ligger på cirka 1 100 meters höjd. Mot norr är berget inte lika brant, utan sluttar ned mot Ljungris och en högplatå som fortsätter till Vålåsjön.

## Dunsjön
På 1 100-meternivån ligger Dunsjön, landskapet kring Dunsjön som ligger i en sänka är kargt och stenigt. I sjön finns det bland annat röding, och sjön är förbunden med Vålåsjön genom en å som rinner norrut från Dunsjön.

## Verksamheter på fjället
På den nedre delen av fjället, vid Ljungdalens by, finns en slalomanläggning med en sittlift och ett flertal nedfarter. Vid den nordvästra sidan av Berget, nära Ljungan ligger Ljungris som spelar en viktig roll för renskötsel i Handölsdalens sameby, där finns en omfattande anläggning med hagar och slakteriplatser för renslakt och kalvmärkning.

## Bilder

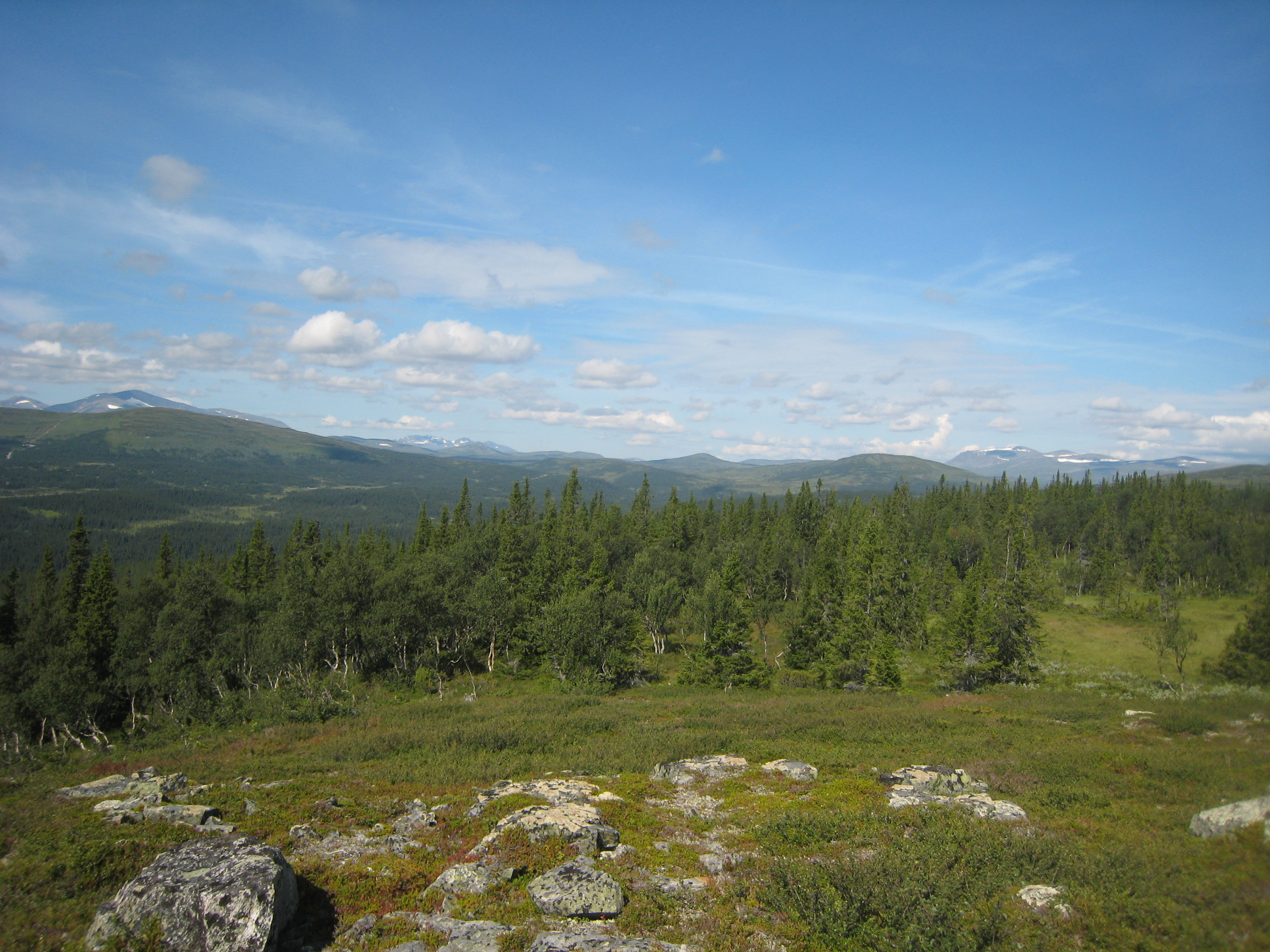
Dunsjöfjället vid trädgränsen ovanför Ljungdalen
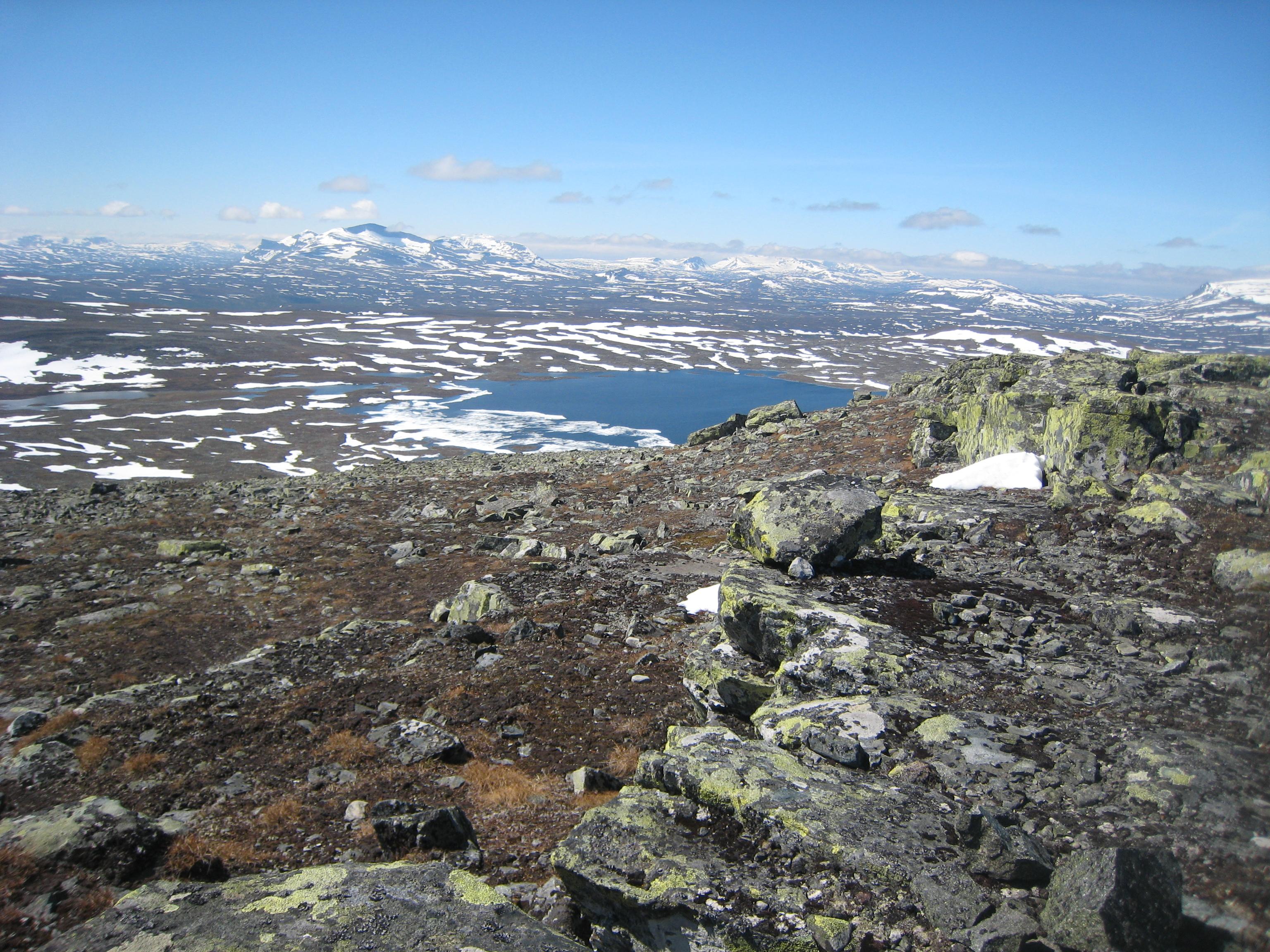
Utsikt från den högsta toppen över fjället och Dunsjön.
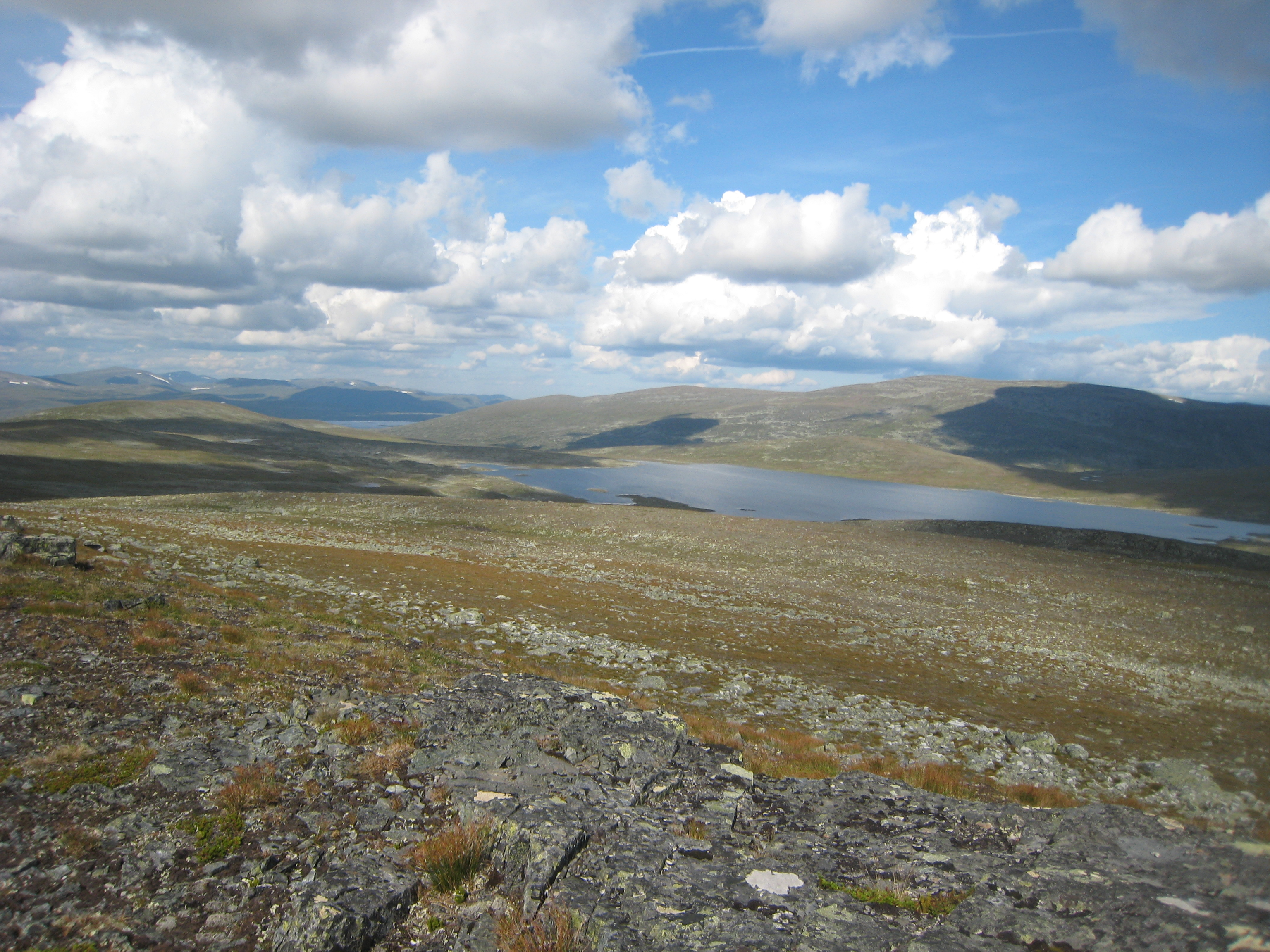
Dunsjön mot norr.